# 冨浦英一
冨浦 英一（とみうら えいいち、1961年8月 - ）は、日本の経済学者。

## 略歴
東京都生まれ。1980年東京都立戸山高等学校卒、1984年東京大学経済学部 (竹内啓教授が指導するゼミで計量経済学を学ぶ)卒業後、通商産業省（現 経済産業省）入省。1989年マサチューセッツ工科大学（MIT)大学院留学。1992年MITでポール・クルーグマン教授の指導の下で経済学博士号（Ph. D. ）を取得。1993年通産省通商政策局通商調査室課長補佐として「通商白書」を執筆。
1995年信州大学経済学部助教授、1998年通産省法令審査委員、1999年大臣官房企画調査官、2000年神戸大学経済経営研究所助教授、2003年同教授、2005年横浜国立大学経済学部教授、2009年同大学学長補佐、2012-14年経済学部長、2015年一橋大学大学院経済学研究科・経済学部教授、2024年大妻女子大学教授。2025年大妻女子大学で開設されたデータサイエンス学部の初代学部長、一橋大学名誉教授。
2015年『アウトソーシングの国際経済学』で日経・経済図書文化賞及びエコノミスト賞を受賞。2016年日本国際経済学会小島清賞研究奨励賞を受賞。
日本国際経済学会理事(2014ー2016年, 2022-2024年)、常任理事(2016ー2020年)、監事(2024-2026年)。独立行政法人経済産業研究所(RIETI)ファカルティ・フェロー、貿易投資プログラム・ディレクターを歴任した後、2024年から所長・CRO。

## 著書
- 『戦略的通商政策の経済学』日本経済新聞社 1995
- 『アウトソーシングの国際経済学 グローバル貿易の変貌と日本企業のミクロ・データ分析』日本評論社 2014
- "Cross-Border Outsourcing and Boundaries of Japanese Firms" Springer 2018.

## 論文
- "Foreign outsourcing, exporting, and FDI: A productivity comparison at the firm level," Journal of International Economics vol.72, pp.113-127, 2007が多く引用されるなど、日本の企業・産業データを用いて企業のグローバル化行動、輸入競争が国内雇用に与える影響、国際化と産業立地・経済地理の関係等について計量的に実証分析した論文を国際査読学術専門誌に多数掲載。